# Coteaux-du-Blanzacais
Coteaux-du-Blanzacais es una comuna nueva francesa situada en el departamento de Charente, de la región de Nueva Aquitania.

## Historia
Fue creada, con el nombre de Côteaux du Blanzacais,  el 1 de enero de 2017 en aplicación de una resolución del prefecto de Charente de 3 de noviembre de 2016 con la unión de las comunas de Blanzac-Porcheresse y Cressac-Saint-Genis, pasando a estar el ayuntamiento en la antigua comuna de Blanzac-Porcheresse.
El 1 de enero de 2019 absorbe la comuna de Saint-Léger.
El 1 de abril de 2020 el consejo municipal de la comuna decidió la supresión de sus comunas delegadas.

## Demografía
Según los datos aportados en la última resolución del prefecto de Charente, la comuna pasa a tener 1094 habitantes.

## Composición
| Comuna fusionada    | Código INSEE | Población (2014) | Superficie (km²) | Densidad (hab./km²) |
| ------------------- | ------------ | ---------------- | ---------------- | ------------------- |
| Blanzac-Porcheresse | 16046        | 774              | 10.84            | 71                  |
| Cressac-Saint-Genis | 16115        | 153              | 8.78             | 17                  |
| Saint-Léger         | 16332        | 122              | 4.21             | 29                  |